# Meragisa albescens
Meragisa albescens är en fjärilsart som beskrevs av William Schaus 1912. Meragisa albescens ingår i släktet Meragisa och familjen tandspinnare. Inga underarter finns listade i Catalogue of Life.